# Mistrzostwa Rumunii w rugby union (1947/1948)
Mistrzostwa Rumunii w rugby union 1947/1948 – trzydzieste drugie mistrzostwa Rumunii w rugby union.
Zawody wygrał klub CS Sportul Studențesc București występujący pod nową nazwą CS Universitatea București.